# Rozivka, Iakîmivka
Rozivka (în ucraineană Розівка) este localitatea de reședință a comunei Rozivka din raionul Iakîmivka, regiunea Zaporijjea, Ucraina.

## Demografie
Componența lingvistică a localității Rozivka
     Rusă (59,05%)
     Ucraineană (39,68%)
     Alte limbi (0,16%)
Conform recensământului din 2001, majoritatea populației localității Rozivka era vorbitoare de rusă (59,05%), existând în minoritate și vorbitori de ucraineană (39,68%).